# آرارت آقاسیان
آرارت ولادیمیری آقاسیان (ارمنی: Արարատ Վլադիմիրի Աղասյան؛ زاده ۱۱ اوت ۱۹۵۶) |تاریخ‌نگار هنر اهل ارمنستان است.

## زندگی‌نامه
وی در ۱۱ اوت ۱۹۵۶ در سیسیان به دنیا آمد و از دانشگاه دولتی مسکو فارغ‌التحصیل گشت. وی همچنین برنده جوایزی همچون چهره هنری شایسته جمهوری ارمنستان ()، مدال طلای وزارت فرهنگ جمهوری ارمنستان () و مدال گارگین نژده () شد.